# 十人
十人（じゅうにん）は、長野県上田市の地名（大字）。

## 地理
上田電鉄別所線・塩田町駅の南西、中野駅の南に位置する。北は中野、東は本郷、南は前山、南から西にかけては新町に接する。
町域の東縁を産川が流れ、神戸川が合流する。当地は産川の扇状地上の水田地帯であり、ため池の甲田池・荒池がある（塩田平のため池群）。
産川沿いの河岸段丘上に内村街道が通じており、これに沿って街並みが形成されている。この集落は西北に500メートルほど離れた古屋敷から移ってきたものとされる。
- 河川：産川
- 湖沼：甲田池、荒池（ため池）

## 歴史

### 町名の由来
町内に鎮座する十人王神社の祭神が熊野十二所権現であり、これに由来するという。

### 沿革
- 小県郡十人村を前身とする。江戸時代は上田藩領。明治維新後、上田県を経て長野県の所属となる[6]。
- 1889年（明治22年）4月1日 - 町村制の施行により、山田村・野倉村・手塚村・十人村・新町・前山村の区域をもって西塩田村が発足。旧村域は西塩田村大字十人となる[6]。
- 1956年（昭和31年）5月1日 - 西塩田村が別所村・東塩田村・中塩田村と合併して塩田町が発足。塩田町大字十人となる[6]。
- 1970年（昭和45年）4月1日 - 塩田町が上田市に編入。上田市大字十人となる[6]。
- 2006年（平成18年）3月6日 - （旧）上田市・真田町・武石村と合併し、（新）上田市が発足。上田市十人となる[9]。

## 世帯数と人口
2019年（令和元年）8月1日現在の世帯数と人口は以下の通りである。
| 大字 | 世帯数  | 人口  |
| ---- | ------- | ----- |
| 十人 | 165世帯 | 420人 |

### 人口の変遷
| 2005年（平成17年） | 354人 | [ 10 ] |  |
| 2010年（平成22年） | 347人 | [ 10 ] |  |
| 2015年（平成27年） | 403人 | [ 10 ] |  |

## 経済・産業
江戸時代中期から養蚕業が広まったが、昭和初期に衰退した。戦後は水田へと転換し、兼業農家が増えた。ため池が町内にあるものの、旱魃による被害を受けやすく、町外にある別のため池からの給水に頼ることが多い。

## 交通
当町の東部を内村街道が走る。
道沿いに「十人」・「上本郷入口」バス停留所があり、上田バス「塩田線」・「信州の鎌倉シャトルバス」・「東塩田線」が運行されている。別所温泉や塩田町駅、下之郷駅、JR上田駅方面へとつながっている。

## 施設・名所
- 十人公民館[5]
- 十人王神社[12]（十人皇子神社[5]、王子権現[8]、皇子社、十人42-1[13]） - 当地の鎮守。熊野十二所権現を祀っており、当地の地名の起こりにもなっている[8]。
- 十人薬師堂 - 信濃乃国塩田平札所めぐり8番札所で、前山寺が朱印所を兼ねる[14]。

## 防災
- 上田市消防団第16分団の管轄。十人自治会は山田自治会・塩田新町自治会とともに、その第二班を担当する[15]。
- 洪水時は産川沿いに浸水被害が生じると想定されている。当町内での土砂災害については想定されていない[16]。
- 甲田池・荒池が決壊した場合、北ないし北東の産川沿いに浸水被害が生じると想定されている。沢山池など、産川上流のため池が決壊した場合の被害についても考慮する必要がある[17]。

## その他
- 郵便番号は「386-1435」[2]。7桁化前は「386-14」[5]。
- 上田市立塩田西小学校、上田市立塩田中学校の学区[18]。
- 十人自治会におけるごみ収集曜日は、燃やせるごみが火曜日・金曜日、プラマーク付プラスチックおよび燃やせないごみが木曜日[19]。
- 甲田池には、河童の椀貸伝説が伝わる[20]（塩田平の民話#甲田池の民話を参照）。